# Policía del DF (béisbol)
Policía del DF fue un equipo que participó en la Liga Mexicana de Béisbol con sede en la Ciudad de México, México.

## Historia
El Club Policía del DF participó únicamente una temporada en la Liga Mexicana de Béisbol, debutó para la campaña de 1928 donde consiguió el único título de su historia al terminar empatados con el equipo de Bravo Izquierdo de Puebla en primer lugar con marca de 15 ganados y 5 perdidos, por lo que se tuvo que jugar una serie final donde el equipo de Policía ganó 2 juegos a 0 bajo el mando de Horació "Lechón" Hernández. El siguiente año el equipo desapareció siendo esta la única ocasión en que participó en el circuito.